# Кисловское (озеро)
Кисловское — озеро на западе Тверской области, находится на территории Понизовского сельского поселения Торопецкого района. Принадлежит бассейну Западной Двины.
Расположено в юго-восточной части района; в 19 километрах к востоку от города Торопец. Лежит на высоте 205,1 метров над уровнем моря. Длина озера с запада на восток около 2,2 километра, ширина до 0,52 километра. Площадь водной поверхности составляет 0,9 км². Протяжённость береговой линии — 5,2 километра.
В восточную часть Кисловского озера впадает безымянный ручей, в западную — река Демидовская. Из южной части озера вытекает река Завля (приток Торопы).
Окружено лесами. К юго-западу от озера находится деревня Малое Кислово, к северо-западу — деревня Большое Кислово.